# مونا مایکل (فیلم ۲۰۱۷)
مونا مایکل (به انگلیسی: Munna Michael) فیلمی در ژانر اکشن/رقص با کارگردانی صبیر خان و محصول ۲۰۱۷ است. از بازیگران این فیلم می‌توان به تایگر شروف در نقش اصلی در کنار نیدی آگروال و نوازالدین صدیقی اشاره کرد.
این سومین همکاری مشترک بین تایگر شروف و کارگردان صابر خان پس از فیلم‌های هیروپانتی و باقی ۱ می‌باشد. 

## بازیگران
- تایگر شروف به عنوان  مونا روی[۳]
- نوازالدین صدیقی به عنوان ماهیندر فاوجی
- نیدی آگروال به عنوان دیپیکا «دولی» شارما
- سیدهارت نیگام به عنوان، بازیگر نوجوانی مونا است.
- رونیت روی به عنوان پدر مونا
- پانکاج تریپاتی به عنوان بالی
- سودش لهری به عنوان بازرس
- سمیر کوچهاربه عنوان رامش
- فرح خان به عنوان داور مسابقه رقص ستاره (حضور افتخاری)
- شان به عنوان داور از رقص ستاره (حضور افتخاری)
- چیترانگادا سینگ به عنوان داور از رقص ستاره (حضور افتخاری)

## موسیقی متن فیلم
| Track listing | Track listing      | Track listing             | Track listing       | Track listing                  | Track listing |
| شماره         | نام                | سراینده                   | آهنگساز             | Singer(s)                      | مدت           |
| ------------- | ------------------ | ------------------------- | ------------------- | ------------------------------ | ------------- |
| ۱.            | «Main Hoon»        | Kumaar                    | Tanishk Bagchi      | Siddharth Mahadevan            | ۳:۵۲          |
| ۲.            | «Ding Dang»        | Danish Sabri, Sabbir Khan | Javed-Mohsin        | Amit Mishra, Antara Mitra      | ۳:۲۲          |
| ۳.            | «Pyar Ho»          | Kumaar                    | Vishal Mishra       | Sunidhi Chauhan, Vishal Mishra | ۴:۱۲          |
| ۴.            | «Swag»             | Kumaar, Sabbir Khan       | Pranaay Rijia       | Pranaay                        | ۲:۳۹          |
| ۵.            | «Beparwah»         | Kumaar                    | Gourov-Roshin       | Siddharth Basrur, Nandini Deb  | ۵:۵۸          |
| ۶.            | «Shake Karaan»     | Kumaar                    | Meet Bros           | Meet Bros, Kanika Kapoor       | ۴:۱۰          |
| ۷.            | «Feel The Rhythm»  | Pranaay, Sabbir Khan      | Pranaay             | Pranaay Ft. Rahul Pandey       | ۲:۵۰          |
| ۸.            | «Beat It Bijuriya» | Vayu                      | Tanishk Bagchi-Vayu | Asees Kaur, Renesa Baagchi     | ۲:۱۷          |
| ۹.            | «Pyar Ho» (Redux)  | Kumaar                    | Vishal Mishra       | Sunidhi Chauhan                | ۳:۱۴          |
| ۱۰.           | «Swag Rebirth»     | Kumaar, Sabbir Khan       | Pranaay Rijia       | Pranaay Rijia                  | ۲:۴۶          |
| مجموع مدت:    | مجموع مدت:         | مجموع مدت:                | مجموع مدت:          | مجموع مدت:                     | ۳۵:۲۰         |

## داستان
مونا (تایگر شروف) پسری است که از بچگی علاقهٔ خاصی به مایکل جکسون دارد و همیشه می‌خواست که مثل او یک رقصندهٔ واقعی باشد. پدرش، مایکل (رونیت روی) چون از رقص خاطرهٔ بدی دارید با او مخالف است. مونا در جریان یک دعوا به ماهیندر (نوازالدین صدیقی) آشنا می‌شود و ماهیندر از او می‌خواهد که به او رقص یاد دهد. وقتی مونا دلیلش را از او می‌پرسد ماهیندر او را در یک کلوپ پیش رقصنده ای به نام دولی (نیدهی آگاروال) می‌برد و از مونا می‌خواهد که او را با دولی آشنا کند و به او می‌گوید که دولی را دوست دارد. مونا به لحظهٔ دیدن دولی عاشق او می‌شود ولی به خاطر ماهیندر چیزی نمی‌گوید و سعی می‌کند که دولی را راضی به این کار کند ولی دولی برای شرکت در مسابقهٔ رقص از آنجا فرار می‌کند و مونا به دنبال او می‌رود تا او را پیدا کند و برگرداند ولی به دولی می‌کند که در مسابقه برنده شود به مرور زمان دولی عاشق مونا می‌شود. افراد ماهیندر که آن دو را باهم دیده‌اند و می‌خواهند که مونا را بکشند ولی موفق نمی‌شوند اما مونا تیر می‌خورد و دولی که به تمرین گروهش نمی‌رسد در مسابقه نزدیک است که ببازد ولی مونا به کمک او آمده و آن دو با کمک یکدیگر مسابقه را می‌برند در راه برگشت به خانه ماهیندر به سراغ آن دو می‌آید و به مونا سیلی می‌زند و مونا عشقش را به دولی اعتراف می‌کند ماهیندر به خاطر دولی کوتاه می‌آید و آنها با خوشحالی راه می‌افتند که بروند.